# Charaxes demaculata
Charaxes demaculata är en fjärilsart som beskrevs av Van Someren 1967. Charaxes demaculata ingår i släktet Charaxes och familjen praktfjärilar. Inga underarter finns listade i Catalogue of Life.